# آذر ۱۳۹۰
آذر ۱۳۹۰، نمین ماه سال ۱۳۹۰ خورشیدی است.
آغاز آن سه شنبه: ‎۱ آذر ۱۳۹۰ (۲۲ نوامبر ۲۰۱۱) میلادی

مطابق با ۲۵ ذیحجه ۱۴۳۲ قمری می‌باشد.